# Maurienne

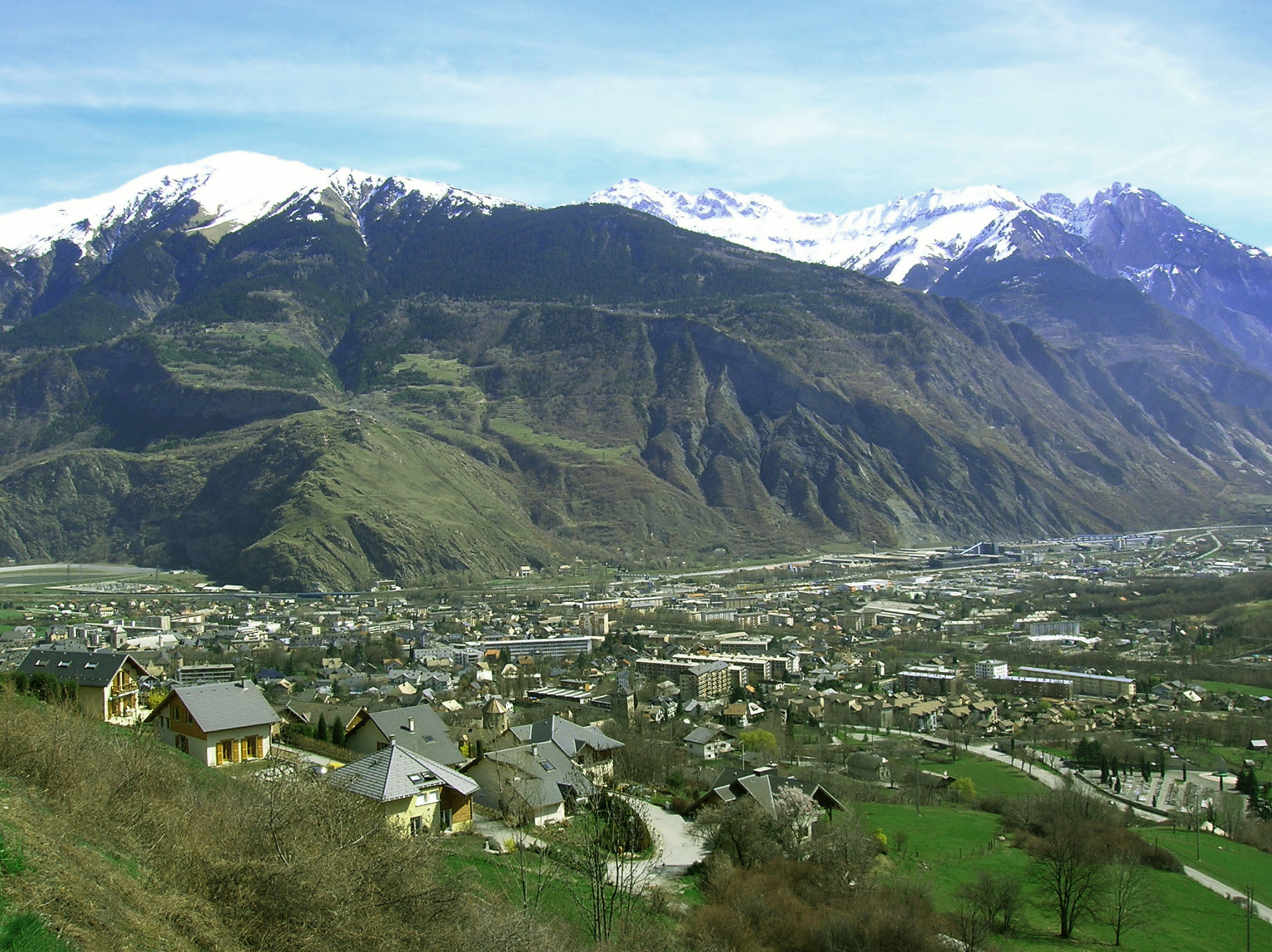
Saint-Jean-de-Maurienne

Maurienne (italienska: Moriana) är en tidigare provins i Savojen i Frankrike. I Haute-Maurienne, finns flera vintersportorter.